# Carlos Westendorp
Carlos Westendorp y Cabeza (ur. 7 stycznia 1937 w Madrycie) – hiszpański dyplomata i polityk, były minister spraw zagranicznych i ambasador na różnych placówkach, od 1999 do 2003 deputowany do Parlamentu Europejskiego V kadencji.

## Życiorys
Z wykształcenia prawnik, wywodzi się z rodziny o korzeniach holenderskich. W połowie lat 60. został urzędnikiem hiszpańskiej służby zagranicznej. Pracował w ambasadach w Brazylii i Holandii. W latach 1980–1985 był dyrektorem generalnym w resorcie spraw zagranicznych ds. integracji europejskiej. Brał udział w negocjacjach akcesyjnych między Hiszpanią i Wspólnotami Europejskimi. Od 1985 do 1991 sprawował urząd ambasadora w Brukseli. Po powrocie do kraju został sekretarzem stanu ds. stosunków europejskich
W 1995 premier Felipe González mianował go na ministra spraw zagranicznych, urząd ten sprawował do 1996. Przez blisko rok był ambasadorem przy ONZ, następnie od czerwca 1997 do sierpnia 1999 wysokim przedstawicielem dla Bośni i Hercegowiny.
W wyborach w 1999 z ramienia Hiszpańskiej Socjalistycznej Partii Robotniczej (PSOE) uzyskał mandat deputowanego do Parlamentu Europejskiego V kadencji. Należał do grupy socjalistycznej, przewodniczył Komisji Przemysłu, Handlu Zewnętrznego, Badań Naukowych i Energii. W PE zasiadał do 2003.
Z Europarlamentu odszedł na rok przed końcem kadencji w związku z wyborem do regionalnego parlamentu madryckiego. W 2004 ponownie wyjechał na placówkę dyplomatyczną jako ambasador Hiszpanii w Stanach Zjednoczonych (do 2008). W 2010 objął stanowisko sekretarza generalnego Klubu Madryckiego, niezależnej organizacji zajmującej się upowszechnianiem demokracji.